# Richard Harlan
Richard Harlan (Filadelfia, 19 settembre 1796 – New Orleans, 30 settembre 1843) è stato un paleontologo, zoologo ed erpetologo statunitense.

## Biografia
Nato a Philadelphia, figlio di un ricco mercante quacchero Giosuè Harlan e sua moglie Sara.
Maggiore di tre anni del fratello Josiah Harlan, che sarebbe diventato il primo americano a visitare l'Afghanistan e probabile ispirazione per il racconto di Rudyard Kipling L'uomo che volle farsi re.
Si è laureato in medicina presso l'Università della Pennsylvania e ha lavorato come medico chirurgo sulle navi della Compagnia britannica delle Indie orientali.
Nel 1821 fu eletto professore di anatomia comparata al museo di Philadelphia.
Una delle sue passioni era la raccolta e lo studio di crani umani. Al suo culmine, la sua collezione comprendeva 275 teschi, la più grande mai esistita in America. Morì di apoplessia a New Orleans, Louisiana.

## Opere
- Richard Harlan, Fauna americana: being a description of the mammiferous animals inhabiting North America, Philadelphia : Finley, 1825.

| Harlan è l'abbreviazione standard utilizzata per le specie animali descritte da Richard Harlan. Categoria:Taxa classificati da Richard Harlan |